# Eremiasaurus heterodontus
L’eremiasauro (Eremiasaurus heterodontus) è un rettile marino estinto, appartenente ai mosasauri. Visse nel Cretaceo superiore (Maastrichtiano, circa 68 milioni di anni fa) e i suoi resti fossili sono stati ritrovati in Marocco. 

## Descrizione
Questo mosasauro, come tutti i suoi parenti, possedeva un corpo allungato e idrodinamico, una coda appiattita lateralmente e arti trasformati in pinne. Il cranio era dotato di numerosi denti di dimensioni e forma molto variabili (da qui il nome specifico heterodontus, che significa “dai denti differenti”). I resti fossili di Eremiasaurus comprendono due scheletri parziali con cranio e colonna vertebrale.
Eremiasaurus heterodontus era un mosasauro di medie dimensioni, con una lunghezza del cranio di circa 70 cm; l'intero animale doveva essere lungo circa 5 m (LeBlanc et al., 2012). Il cranio è robusto, ma non tanto quanto in alcune specie di Prognathodon. La porzione preorbitale è leggermente più grande della metà della lunghezza totale cranio e la regione frontale è espansa. Eremiasaurus è caratterizzato da una dentatura eterodonte, con denti anteriori superiori e inferiori che si intersecavano fra loro. I denti della parte mediana delle mascelle sono coni alti, compressi lateralmente, a lama leggermente curva con carene anteriori e posteriori seghettate, e superfici smaltate lisce segnate da deboli sfaccettature che si estendono fino a due terzi dell'altezza.

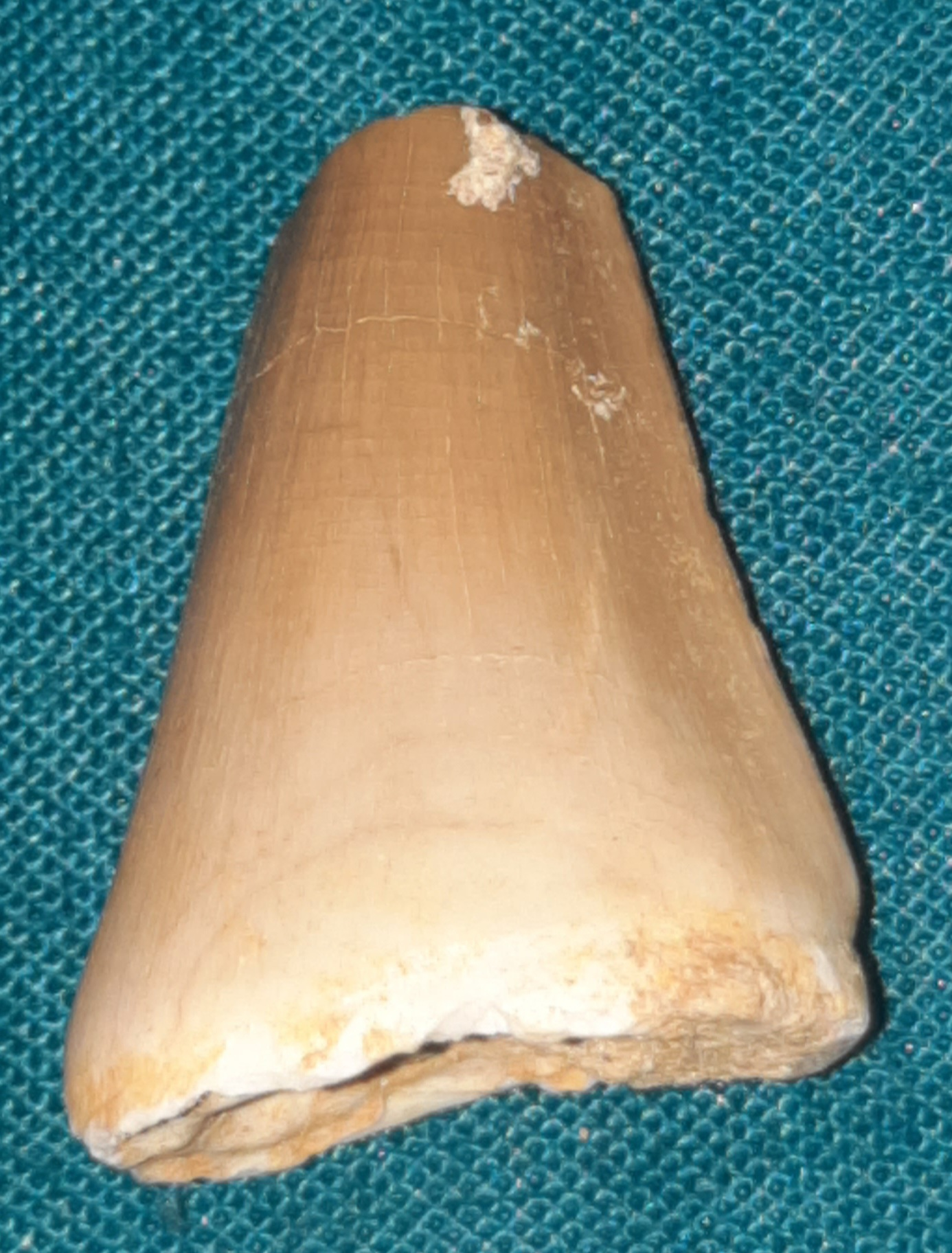
Dente di Eremiasaurus heterodontus

## Classificazione
Questo mosasauro è stato descritto per la prima volta nel 2012, sulla base di resti provenienti dai fosfati del Marocco. I fossili mostrano spiccate somiglianze con quelli di Plotosaurus, un altro mosasauro del Maastrichtiano proveniente però dalla California; in particolare, con questo genere Eremiasaurus condivide il grande numero di vertebre pigali. Un'analisi cladistica ha individuato una serie di caratteristiche di Eremiasaurus condivise anche con Globidens e Prognathodon, altri mosasauri del Cretaceo terminale dalle insolite specializzazioni dentarie. Secondo questa analisi, il taxon dei Globidensini sarebbe parafiletico e si tratterebbe di forme via via più specializzate (fino ad arrivare a Eremiasaurus), poste alla base del taxon Plotosaurini, comprendente mosasauri dal corpo eccezionalmente idrodinamico come Plotosaurus e Mosasaurus. 